# Landschapspark Hart van Haspengouw
Het Landschapspark Haspengouw is een landschapspark in Vlaanderen. Het omvat een deel van Haspengouw.
Het landschapspark werd opgericht in oktober 2023 als een van de vijf Vlaamse Landschapsparken. Zoals ieder Vlaams landschapspark is het Landschapspark Haspengouw een landschappelijk waardevol gebied met minstens 70% open ruimte en minstens 15% natuur. 
Het kerngebied van Haspengouw valt binnen de gemeenten Tongeren-Borgloon, Wellen, Kortessem, Diepenbeek, Hoeselt, Sint-Truiden en Heers.

## Doelstellingen
Binnen het Landschapspark Haspengouw werken 42 partners samen aan vier strategische doelstellingen: 

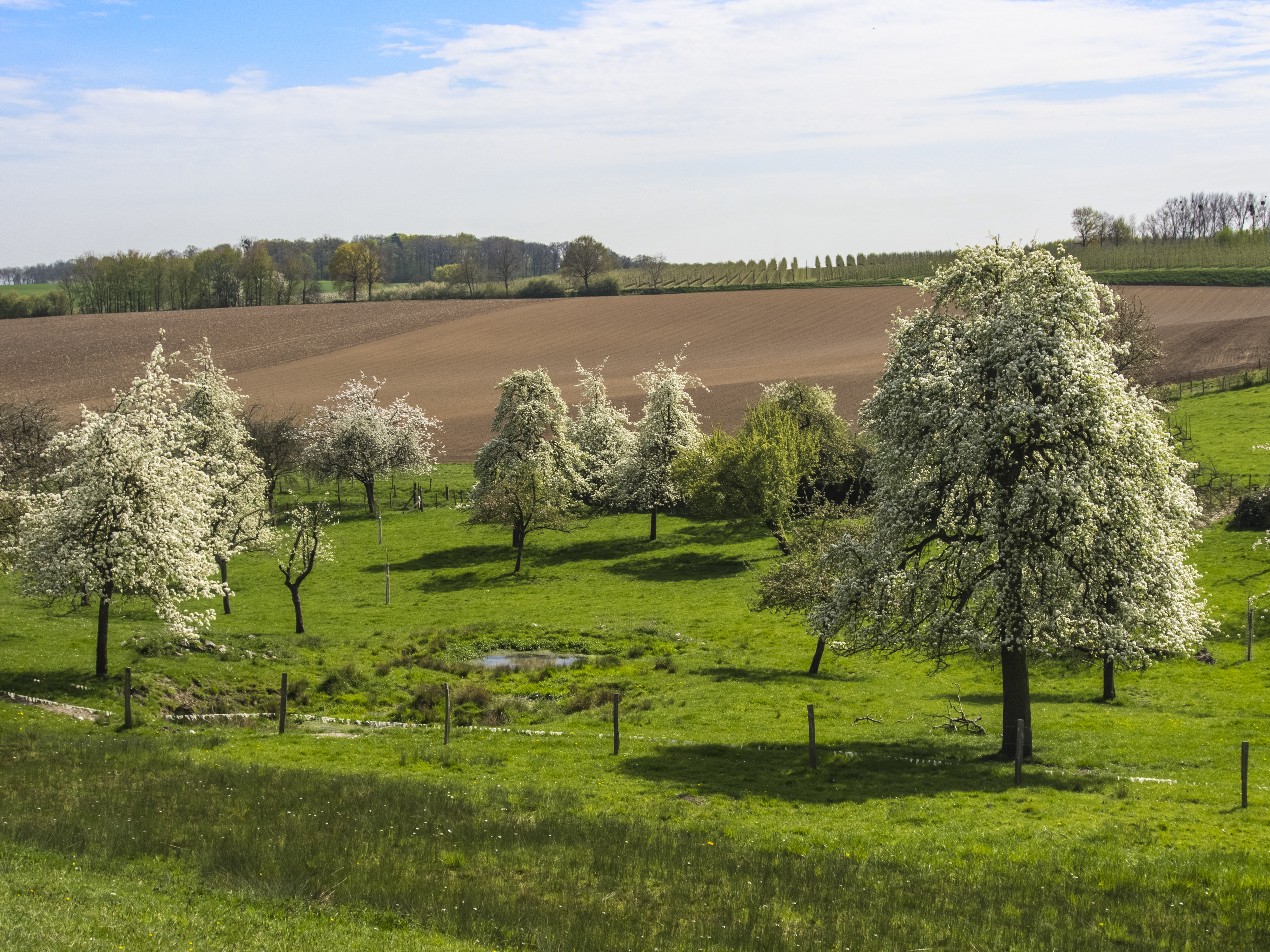
Landschapspark Haspengouw

1. Natuur & water: het versterken van de beekvalleien en vruchtbare plateaus van het natuurlijk glooiend Haspengouw
2. Landbouw & terroir: stimuleren en promoten van kwaliteitsvolle landbouw, fruitteelt en culinaire streekidentiteit als het terroir Haspengouw
3. Erfgoed & toerisme: belevingsvol ontsluiten van de gelaagde geschiedenis en het erfgoed van Haspengouw
4. Mens & omgeving: de couleur locale van Haspengouw laten floreren door het samenbrengen en activeren van de lokale gemeenschap